# Tångslamfluga
Tångslamfluga (Eristalinus aeneus) är en blomfluga i släktet slamflugor.
Arten förekommer främst i Europa, norra Afrika och från Centralasien norrut. Avskilda populationer hittas i olika delar av Nordamerika, på Hawaii, på Mauritius, i Afrikas Sahelzon, och på öar nära Australien. Exemplaren lever främst i våtmarker och nära havet. Födan utgörs vanligen av gula blommor av släktena Aster, Berteroa, Cistus, Origanum, Salix, Senecio och Taraxacum. Fortplantningen sker i södra Europa mellan april och september eller oktober. Tångslamflugan pollinerar flera odlade växter.
Några populationer påverkas av landskapsförändringar och torka. Hela beståndet anses vara stabilt. IUCN listar arten som livskraftig (LC).

## Bilder

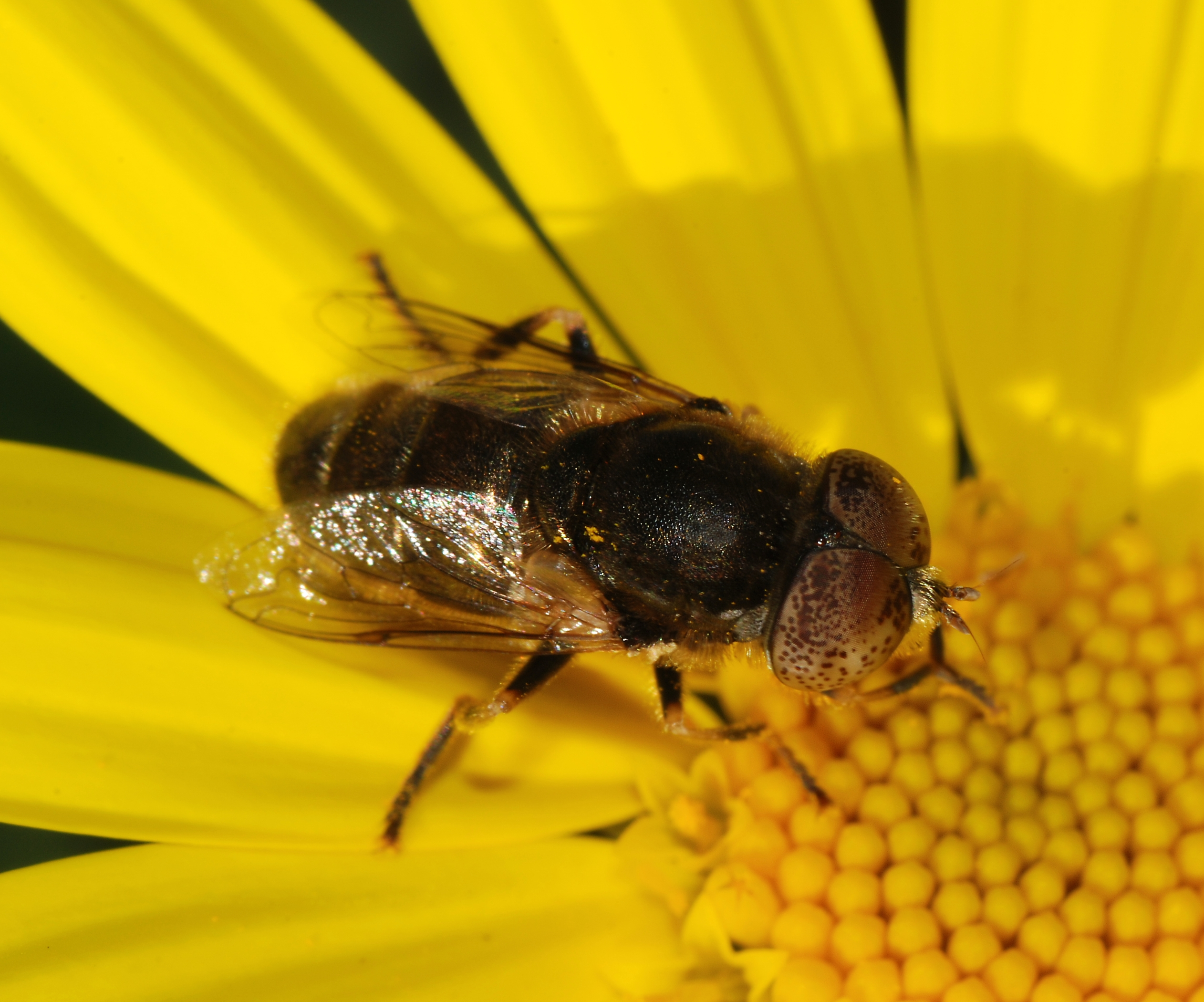
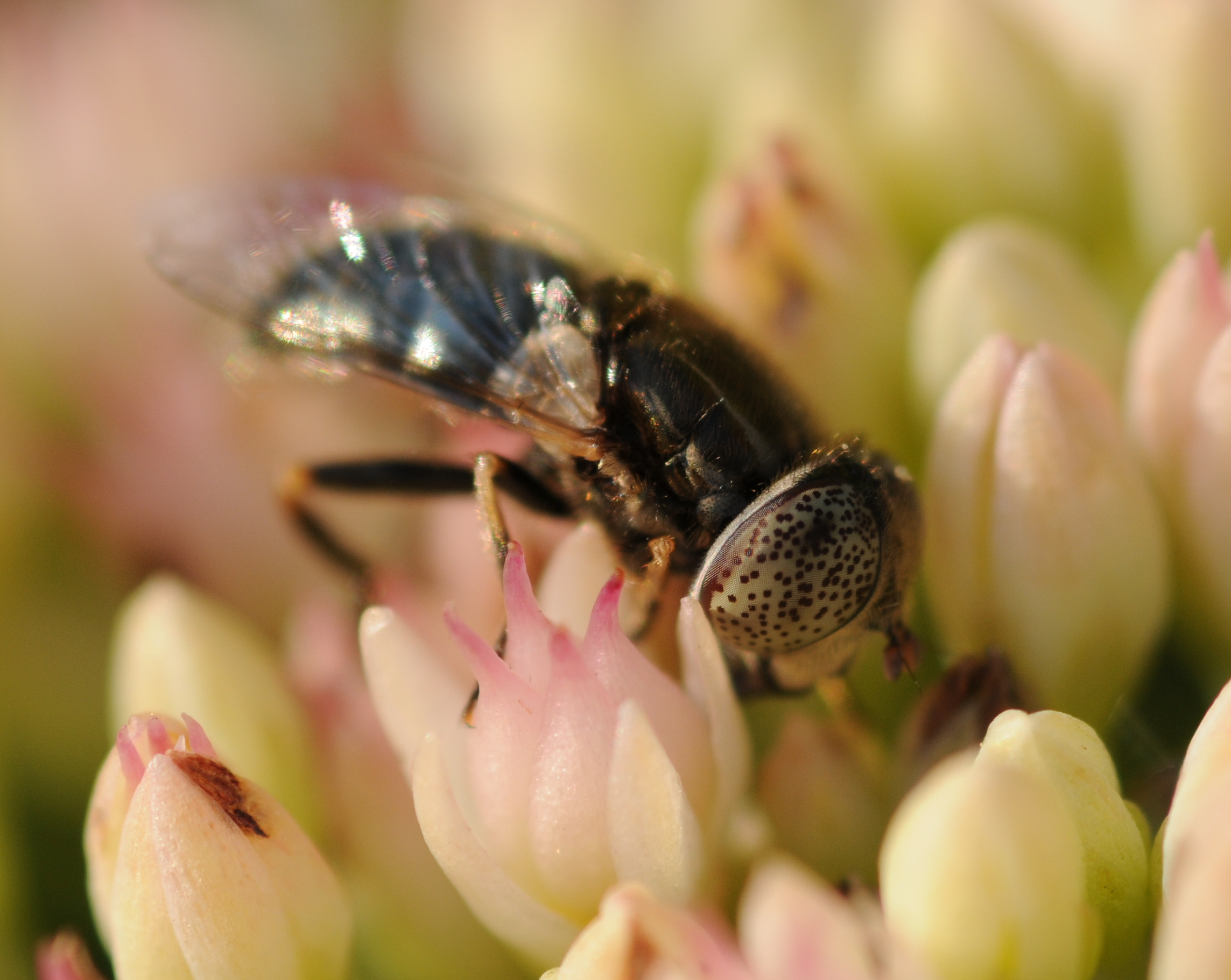
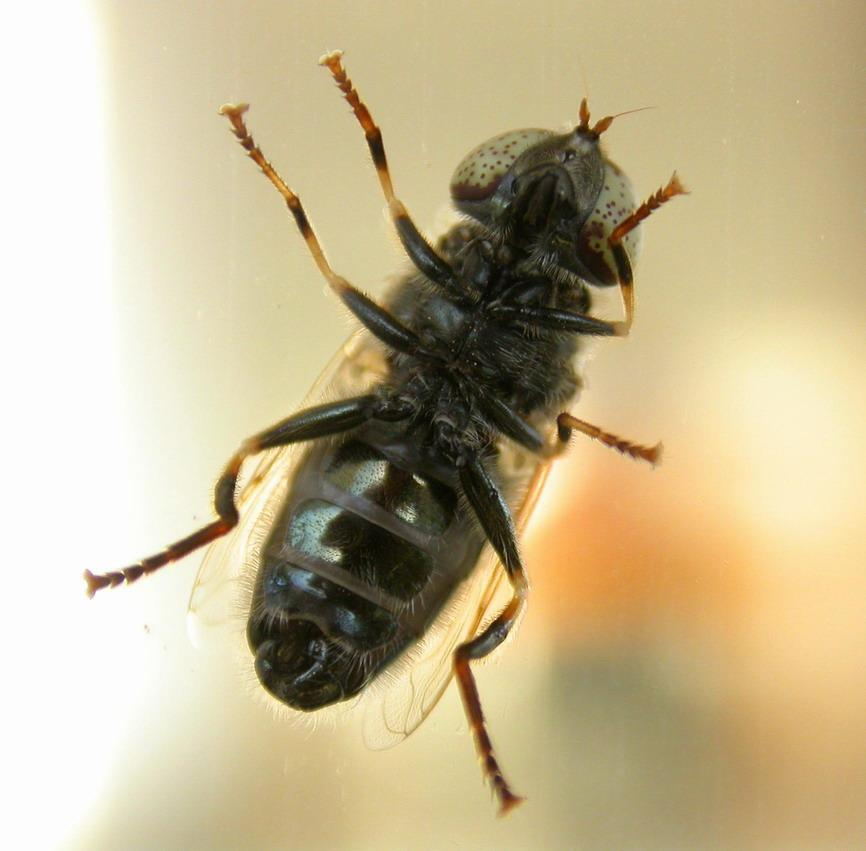